# Igor Tomašić
Igor Tomašić (ur. 14 grudnia 1976 w Kutinie) – chorwacki piłkarz grający na pozycji środkowego obrońcy, reprezentant Bułgarii w latach 2006–2009.
Jest wychowankiem Moslaviny Kutina. Po nieudanym epizodzie (0 meczów) w Croatii Zagrzeb w wieku dwudziestu jeden lat wyjechał z Chorwacji. Przez pięć lat występował w Holandii, najdłużej w Rodzie Kerkrade (cztery sezony). Przez rok był zawodnikiem MVV Maastricht, z którym spadł do drugiej ligi. Łącznie w Eredivisie rozegrał 81 meczów. W latach 2002–2004 grał, bez sukcesów, w Belgii i Izraelu. Pod koniec 2004 roku został sprowadzony do Lewskiego Sofia przez trenera Stanimira Stoiłowa, który następnie doprowadził zespół do ćwierćfinału Pucharu UEFA i pierwszego w historii startu w Lidze Mistrzów. W 2008 roku odszedł z Lewskiego do izraelskiego Maccabi Tel Awiw. W 2010 roku przeszedł do Kavali, a w 2011 roku podpisał kontrakt z Anorthosisem Famagusta.
Dobre występy w lidze bułgarskiej i mocna pozycja w jedenastce Lewskiego sprawiły, że selekcjoner reprezentacji Bułgarii Christo Stoiczkow zaproponował mu grę w kadrze. Tomašić zadebiutował w niej 15 sierpnia 2006 roku w towarzyskim meczu z Walią, jednak przez wiele miesięcy był tylko zmiennikiem Elina Topuzakowa. Miejsce w pierwszym składzie wywalczył na początku 2007 roku.

## Sukcesy piłkarskie
- mistrzostwo Bułgarii 2006 i 2007, Puchar Bułgarii 2005 i 2007, ćwierćfinał Pucharu UEFA 2005–2006 oraz start w Lidze Mistrzów 2006–2007 z Lewskim Sofia